# 维克托·科雷茨基
维克托·科雷茨基（法語：Victor Koretzky，1994年8月26日—），法国男子自行车运动员，2011年欧洲山地自行车锦标赛混合接力金牌得主、2024年夏季奥林匹克运动会男子越野赛银牌得主。